# Боррбю

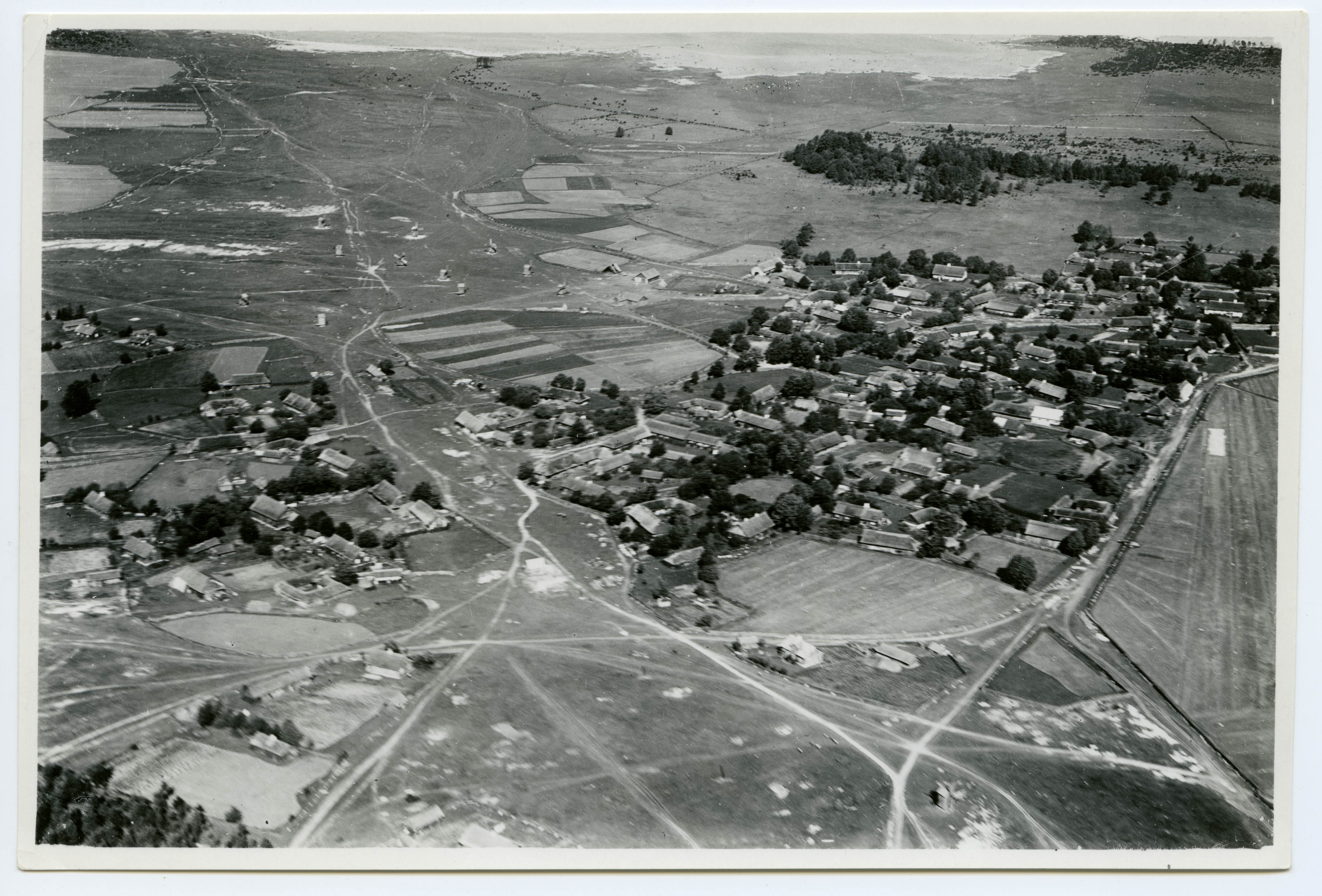
Боррбі в 1934 році

Бо́ррбю (ест. Borrby küla, швед. Borrby) — село в Естонії, у волості Вормсі повіту Ляенемаа.

## Населення
Чисельність населення на 31 грудня 2011 року становила 4 особи.

## Географія
Село розташоване в північній частині острова Вормсі.
На північний захід від села лежить озеро Керслеті (Kersleti järv).
Поблизу населеного пункту проходить автошлях 16131.

## Історія
До 1977 року населений пункт мав назву Боррбю (Borrby küla). Під час адміністративної реформи 1977 року село перейменували в Борбі (Borbi küla). З січня 1998 року селу повернули історичну шведську назву Боррбю.